# Goričak
Goričak este o localitate din comuna Zavrč, Slovenia, cu o populație de 168 de locuitori.